# Eugeniusz Chruścicki
Eugeniusz Chruścicki (ur. 1914 w Warszawie, zm. 1984 w Kanadzie) – polski i kanadyjski malarz, scenograf i rzeźbiarz. 

## Życiorys
Studiował malarstwo na Akademii Sztuk Pięknych w Warszawie, uczestniczył w powstaniu warszawskim. Po jego upadku został uwięziony w obozie jenieckim w Niemczech, od śmierci uratował go talent malarski. Po zakończeniu wojny pozostał w Niemczech, pracował w polskim teatrze jako scenograf i dekorator. W 1949 emigrował do Kanady, gdzie został dyrektorem artystycznym w Academy of Theatre Arts w Toronto, następnie pracował jako scenograf w Canadian Broadcasting Corporation. Swoje grafiki i ilustracje publikował w wielu polonijnych i kanadyjskich czasopismach, magazynach, ilustrował również pozycje książkowe. Malowidła Eugeniusza Chruścickiego zdobią wnętrza wielu kanadyjskich świątyń, m.in. w Toronto, Oakville, Tottenham oraz w Stanach Zjednoczonych w katedrze św. Stanisława w Scranton, New Jersey, Philadelphii oraz w Camden. Od początku swojego pobytu w Kanadzie aktywnie uczestniczył w życiu społecznym Polonii, wkrótce po przybyciu uczestniczył w wystawie zorganizowanej przez Stowarzyszenie Artystów Ontario. W 1953 jego prace uczestniczyły w wystawie "Poles in Canada", dzięki niej artysta został zauważony i otrzymał zamówienie od Polskiego Narodowego Kościoła Katolickiego na ołtarz główny. W 1955 wykonuje dekorację dla kościoła katedralnego Jana Chrzciciela w Toronto.